# Tagányi Árpád
Tagányi Árpád (1919. november 27. – 2010. március 8.) válogatott labdarúgó, fedezet.

## Pályafutása

### Klubcsapatban
A Szentlőrinci AC labdarúgója volt. 1950-ben a SZAC-ot beolvasztották a Budapesti Postásba. Emiatt 1952-ben a Vörös Meteor csapatába igazolt, ahol játékos-edzőként, majd edzőként tevékenykedett 18 éven át. Apró termetű, szívós játékos volt, aki jól szerelt és az összjátékban is megfelelő teljesítményt nyújtott.

### A válogatottban
1948-ban egy alkalommal szerepelt a válogatottban.

## Statisztika

### Mérkőzése a válogatottban
| Magyarország | Magyarország   | Magyarország         | Magyarország | Magyarország | Magyarország | Magyarország | Magyarország | Magyarország |
| #            | Dátum          | Helyszín             | Hazai        | Eredmény     | Vendég       | Kiírás       | Gólok        | Esemény      |
| ------------ | -------------- | -------------------- | ------------ | ------------ | ------------ | ------------ | ------------ | ------------ |
| 1.           | 1948. május 2. | Bécs, Práter stadion | Ausztria     | 3 – 2        | Magyarország | Európa-kupa  | -            | 40'          |
|              | Összesen       |                      |              | 1            | mérkőzés     |              | 0            | gól          |